# 小行星23801
小行星23801（23801 Erikgustafson）是一颗绕太阳运转的小行星，为主小行星带小行星。该小行星于1998年8月发现。

## 轨道参数
小行星23801的轨道半长轴为364 089 718 km（2.4337548 UA），离心率为0.174。